# Санчес Малага, Карлос
Карлос Санчес Малага (исп. Carlos Sánchez Málaga; 8 сентября 1904, Арекипа — 17 июля 1995, Лима) — перуанский композитор и музыкальный педагог. Отец Армандо Санчеса Малаги.

## Биография
Начал учиться игре на фортепиано в своём родном городе у Франческо Ибаньеса. Затем получил музыкальное образование в Университете Сан-Андрес в Ла-Пасе и в 1923—1929 гг. преподавал в нём, участвовал в музыкальной жизни Боливии, в 1925 году выиграл композиторский конкурс. Вернувшись в Перу в 1931 году, некоторое время исполнял обязанности директора в Национальной музыкальной академии имени Хосе Бернардо Альседо, затем вплоть до 1943 года был директором Института Баха — частного музыкального учебного заведения в Лиме. В 1943 году в ходе реорганизации Академии имени Альседо в Национальную консерваторию Перу стал её первым директором (до 1946 г.). Спорадически также выступал как пианист.
Композицией занимался преимущественно в первой половине жизни, оставил ряд фортепианных и вокальных сочинений, в значительной степени основанных на национальном музыкальном материале. В 1937 году Санчеса Малагу, наряду с Роберто Карпио, называли в качестве наиболее многообещающего перуанского композитора. В дальнейшем работал, прежде всего, над развитием хоровой музыки в Перу — в частности, основав профессиональный хоровой коллектив при Национальной консерватории. Из хоровых произведений Санчеса Малаги популярностью пользуется небольшая песня «Будем петь и танцевать» (исп. Cantemos bailemos).